# 罗什福尔叙拉科特
罗什福尔叙拉科特（法語：Rochefort-sur-la-Côte，法語發音：[ʁɔʃfɔʁ syʁ la kot]，意为“坡地上的罗什福尔”）是法国上马恩省的一个市镇，属于肖蒙区。

## 地理
罗什福尔叙拉科特（48°13'14"N, 5°12'14"E）面积5.18 平方千米，位于法国大東部大區上马恩省，该省份为法国东北部内陆省份，北起马恩省和默兹省，西接奥布省，西南接科多尔省，东南接上索恩省，东临孚日省。
与罗什福尔叙拉科特接壤的市镇（或旧市镇、城区）包括：昂德洛-布朗什维尔、布里欧库尔、尚特赖讷。

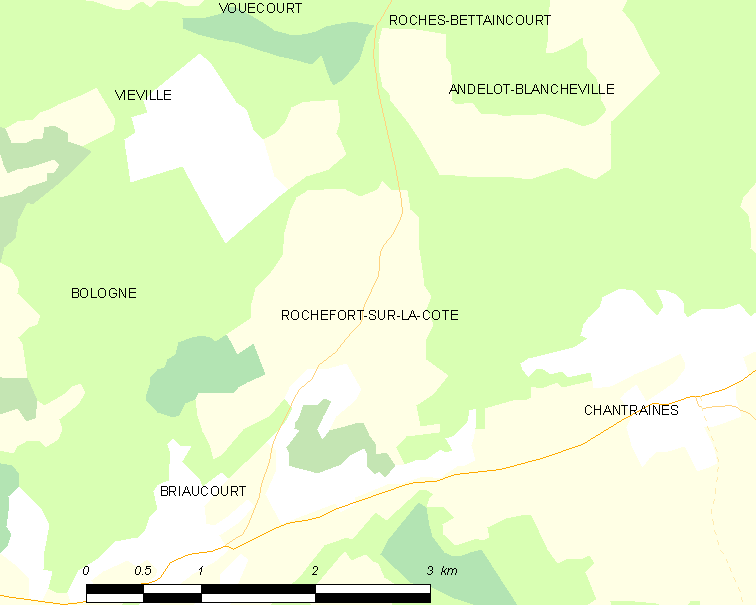
罗什福尔叙拉科特的OSM定位图

罗什福尔叙拉科特的时区为UTC+01:00、UTC+02:00（夏令时）。

## 行政
罗什福尔叙拉科特的邮政编码为52700，INSEE市镇编码为52428。

## 政治
罗什福尔叙拉科特所属的省级选区为博洛涅县。

## 人口

1962-2008年间罗什福尔叙拉科特人口变化图示

罗什福尔叙拉科特于2022年1月1日时的人口数量为65人。